# キューン!
CunE!（キューン!）とは、読売テレビで深夜に放送されている、関西ローカルのエンタメ情報番組である。2009年4月3日から放送開始。

## 概要
2009年3月29日に終了した『音・パレード』の後継番組として、2009年4月にスタート。
『音・パレード』でMCを担当していたオオヌキタクトが続投し、新たに読売テレビアナウンサーの川田裕美をMCに迎え、30分に放送時間を拡大し開始された。
番組タイトルの『キューン!』は、アルファベット表記で『CunE!』とも表記され、視聴者の心を「キューン」と刺激する様な、様々なエンターテイメント情報を伝えていく、という意図が込められている。
基本的には、同じ週の3日間は同じVTRを放送している。この放送形式は、前進番組『音・パレード』での編成を受け継いだものである。
基本的にはMCの二人で進行するが、不定期で近日中にリリースを行うアーティストなどがゲスト出演し、数分間あるいは30分間全編に渡ってトークを繰り広げる場合がある。トークの合間に、舞台やコンサートのチケット先行情報などが挿入される。
毎回、関西地方のカフェなどで収録が行われ、収録を行った場所が、番組最後と次回放送内容の更新までの期間限定で公式サイトで紹介されていた。2012年12月のリニューアル以降は、読売テレビ本社での収録が多い。
2010年4月よりオープニングCGが一新され、オープニングでの放送内容のダイジェスト映像の後、30秒のCMを挟むようになっている。
2011年3月11日から13日の放送分であった内容は、3月11日に発生した東日本大震災の影響による報道特別番組編成のため、一旦放送休止となったが、3月17日27:10 - 27:43に振替放送を行い、通常は放送していない木曜日深夜に初めて放送された。
2011年3月25日から27日の公開収録回をもって川田がMCを卒業。4月からの後任は吉田奈央（読売テレビアナウンサー）が務めることとなった。
2012年12月21日から23日の放送分より、コメンテーターとしてガダルカナル・タカと森若佐紀子（読売テレビアナウンサー）が加入した。
2015年7月24日からの放送分より、プレゼンターとして諸國沙代子、平松翔馬（両者共読売テレビアナウンサー）が加入した。
2016年3月25日から27日の放送分をもって、吉田がMCを卒業。4月からの後任は前年からプレゼンターを務めていた諸國が新たにMCへ昇格して務めることとなった。
2018年5月18日から23日の放送分をもって、高橋沙織（アルミカン）が番組を卒業した。
2018年5月25日から30日の放送分をもって、諸國・山本隆弥（読売テレビアナウンサー）が番組を卒業した。
2018年6月より西代洋（ミサイルマン）が新たにMCへ昇格し、内容も大幅にリニューアルされた。

## 主なコーナー
キューン!インフォ
舞台・コンサートなどの開催情報などをノンストップで伝えるコーナー。
シネキューン!
最新映画の情報を伝えたり、映画出演者へのインタビューなどを放送するコーナー。
i-Cunes（アイキューンズ）
主に新譜のリリース情報や、アーティストへのインタビュー、アーティストのコメント映像が放送される。
mobaキューン!（モバキューン）
読売テレビの携帯サイトでの新着情報などを伝えるコーナー。当番組の放送直後に引き続き川田が出演していた姉妹番組『ytvアナウンサー向上委員会 ギューン↑』が放送開始されてからは、向上委員会に関する情報も伝えるようになった。

## 出演者

### 現在の出演者

#### MC
- オオヌキタクト
- 西代洋（ミサイルマン）

### 過去の出演者
- 川田裕美（当時読売テレビアナウンサー、2009年4月3日 - 2011年3月27日）
- 森若佐紀子（読売テレビアナウンサー、2012年12月21日  - 2015年7月12日、2018年6月からナレーションとして復帰。）
  - CunE!エンタメ向上委員会として出演。
- 吉田奈央（読売テレビアナウンサー、2011年4月1日 - 2016年3月27日）
  - 川田がMCを務めていた2010年11月26日-28日の週と12月3日-5日の週に、川田の遅い夏休みのため代理で出演したことがある。
- ガダルカナル・タカ（2012年12月21日 - ）
- 高橋沙織（アルミカン）　（ - 2018年5月23日）
  - コメンテーター。
- 諸國沙代子（読売テレビアナウンサー、2015年7月24日 - 2018年5月30日）
  - 当初はプレゼンターとして出演。2016年4月1日よりMCを務めていた。
- 山本隆弥（読売テレビアナウンサー、 - 2018年5月30日）
- 平松翔馬（読売テレビアナウンサー、2015年7月24日 - ）
  - プレゼンター。

## 関連番組
- ytvアナウンサー向上委員会 ギューン↑（当番組の後に放送されているミニ番組。3日間同内容放送など当番組のスタイルを踏襲。）